# Modelo de May
El Modelo de May es un modelo matemático que modela la intensidad de la competencia.
Se considera un modelo importante para explicarla interacción presa-depredador en ecología matemática
[Formula] Nt+1 = (NtR)/(1+aNt^b)
El modelo ecológico indica que la competencia intraespecífica puede conducir a una amplia gama de dinámica de población. A medida que aumentan los valores de b y R, el comportamiento de la población pasa primero a oscilaciones amortiguadas que se acercan gradualmente al equilibrio, y luego a los ciclos de límites estables, donde la población fluctúa alrededor de un nivel de equilibrio, pasando una vez por los mismos dos, cuatro o incluso más puntos. Finalmente la población fluctúa de un modo totalmente irregular y caótico.